# Cardinale patrono del Sovrano Militare Ordine di Malta
Il cardinale patrono del Sovrano Militare Ordine di Malta è il rappresentante del papa nell'Ordine.
Il pontefice nomina un cardinale di Santa Romana Chiesa come suo rappresentante a cui viene conferito il titolo di cardinalis patronus e poteri speciali. Se il candidato non appartiene al Collegio cardinalizio viene chiamato pro-patrono fino alla sua eventuale creazione a cardinale.

## Attività
Il cardinale patrono è responsabile della promozione dell'orientamento spirituale dell'Ordine e dei suoi membri e della coltivazione del rapporto dell'Ordine con la Santa Sede.
Storicamente prima dell'istituzione formale del ruolo di cardinale patrono le sue funzioni erano svolte dal cardinale nominato a reggere il Gran Priorato di Roma del Sovrano Militare Ordine di Malta, incarico svolto per secoli da cardinali nominati dal pontefice anche se non sempre membri effettivi dell'Ordine; infatti fino al 1961 (quando il Gran Priore di Roma tornò ad essere eletto direttamente dai cavalieri) la carica di cardinale patrono fu svolto da cardinali che erano anche stati gran priori di Roma (i cardinali Gennaro Granito Pignatelli di Belmonte e Nicola Canali).
Il cardinale patrono è supportato nell'esercizio delle sue funzioni per l'Ordine dal prelato.
Dopo l'elezione di un nuovo gran maestro il patrono informa il sommo pontefice dell'elezione e poi l'eletto presta giuramento alla presenza del cardinale in una solenne sessione del Consiglio Compìto di Stato.

### Delegato speciale
Dopo la crisi costituzionale che ha investito l'ordine tra il dicembre del 2016 e il febbraio del 2017 i compiti del cardinale patrono sono stati esercitati dal delegato speciale del papa, l'arcivescovo Giovanni Angelo Becciu. A seguito della rinuncia a tutti gli incarichi del 24 settembre 2020, gli succede nel medesimo incarico il neo-cardinale Silvano Maria Tomasi.
Secondo la Lettera pontificia inviata al primo Delegato speciale, i compiti attribuitigli comprendono:
- la preparazione del Capitolo straordinario dell'ordine, in sinergia con il Luogotenente;
- l'aggiornamento della Carta Costituzionale dell'Ordine e dello Statuto Melitense, sempre in collaborazione con il Luogotenente;
- la cura di tutto ciò che attiene al rinnovamento spirituale e morale dell'Ordine, specialmente dei Membri professi.

L'incarico è terminato con il Capitolo straordinario con l'elezione del Gran Maestro, tenutosi il 3 maggio 2023.

## Cronotassi

### Cardinali patroni
- Vittorio Amedeo Ranuzzi de' Bianchi (1921 - )
- Gennaro Granito Pignatelli di Belmonte (1937 - 16 febbraio 1948 deceduto)
- Nicola Canali (-)
- Paolo Giobbe (8 agosto 1961 - 3 luglio 1969 ritirato)
- Giacomo Violardo (3 luglio 1969 - 17 marzo 1978 deceduto)
- Paul-Pierre Philippe, O.P. (10 novembre 1978 - 9 aprile 1984 deceduto)
- Sebastiano Baggio (26 maggio 1984 - 21 marzo 1993 deceduto)
- Pio Laghi (8 maggio 1993 - 11 gennaio 2009 deceduto)
  - Paolo Sardi (6 giugno 2009 - 30 novembre 2010) (pro-patrono)
- Paolo Sardi (30 novembre 2010 - 8 novembre 2014 ritirato)
- Raymond Leo Burke (8 novembre 2014 - 19 giugno 2023 ritirato)
- Gianfranco Ghirlanda, S.I., dal 19 giugno 2023

### Delegati speciali del papa
- Cardinale Giovanni Angelo Becciu (2 febbraio 2017 - 24 settembre 2020 dimesso)
- Cardinale Silvano Maria Tomasi, C.S. (1º novembre 2020 - 3 maggio 2023 cessato)